# Belmont (Nouvelle-Galles du Sud)
Pour les articles homonymes, voir Belmont.
Belmont est une ville australienne de l'agglomération de Newcastle située dans la zone d'administration locale de Lac Macquarie en Nouvelle-Galles du Sud.

## Géographie
Belmont est située sur une péninsule à l'est du lac Macquarie, à 20 km du centre de Newcastle dans la région de la Côte centrale.

## Histoire
La région était habitée par le peuple aborigène des Awabakal. 
En 1825, le révérend Lancelot Threlkeld établit une mission à Belmont où il pratique l'agriculture du blé et de maïs indien en employant des autochtones. Threlkeld étudie la langue des Awabakal, qu'il transcrit phonétiquement et produit les premiers travaux sérieux sur la langue locale, sa grammaire, son usage et sa relation avec d'autres langues tribales aborigènes.

## Démographie
La population s'élevait à 7 114 habitants en 2016.

## Transports et infrastructures
Belmont possède un aéroport (Belmont Airport, situé à Pelican, code AITA : BEO) desservant Newcastle et Lac Macquarie, desservi par la compagnie Aeropelican Air Services.